# Nogersund
Nogersund is een plaats in de gemeente Sölvesborg in het landschap Blekinge en de provincie Blekinge län in Zweden. De plaats heeft 532 inwoners (2005) en een oppervlakte van 52 hectare.
De plaats ligt op het schiereiland Listerlandet en ligt aan de Oostzee.

## Verkeer en vervoer
Bij de plaats loopt de Länsväg 123.
Vanuit Nogersund gaat er een veerboot naar het eilandje Hanö.